# Ernstplatz 2

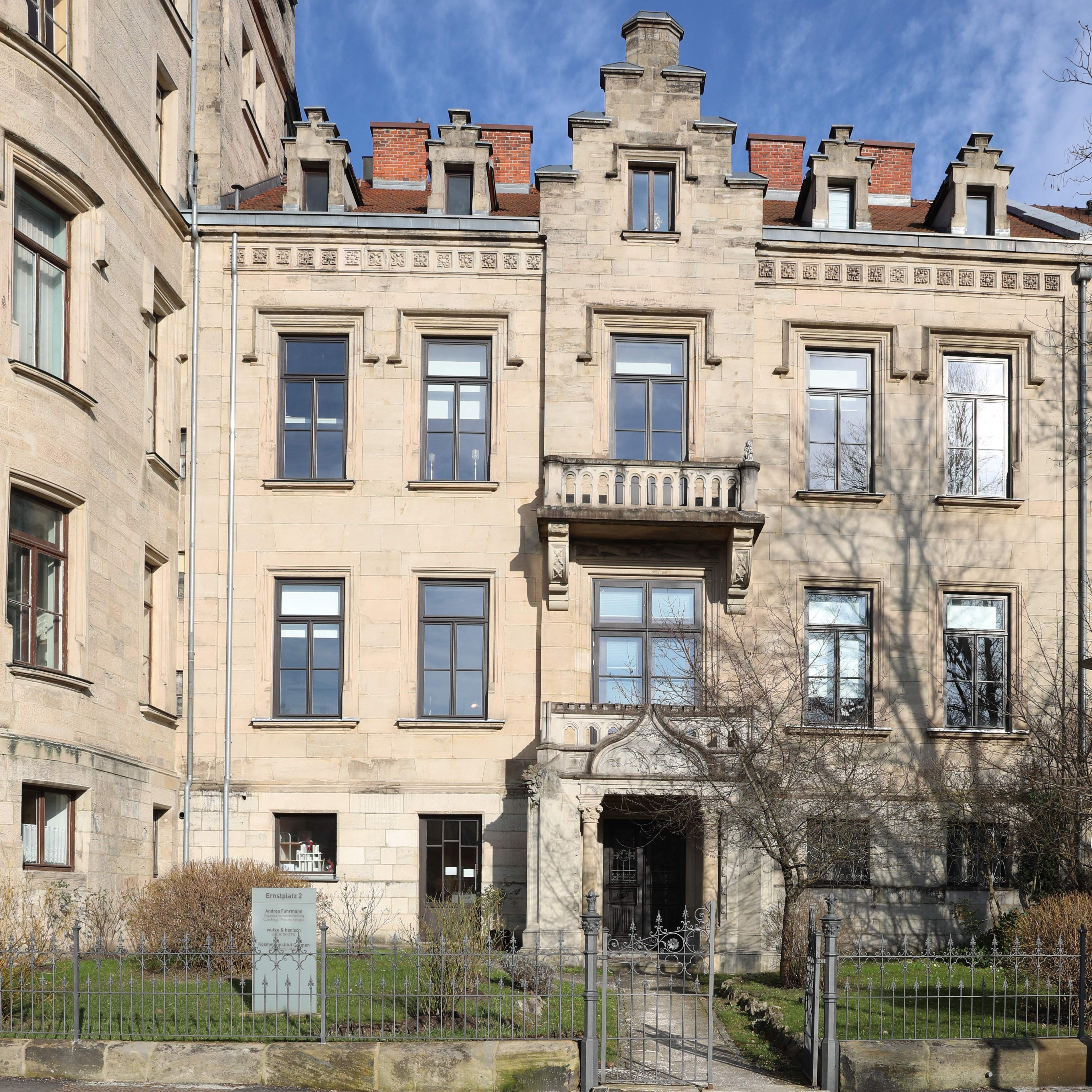
Westfassade, Ernstplatz 2 in Coburg

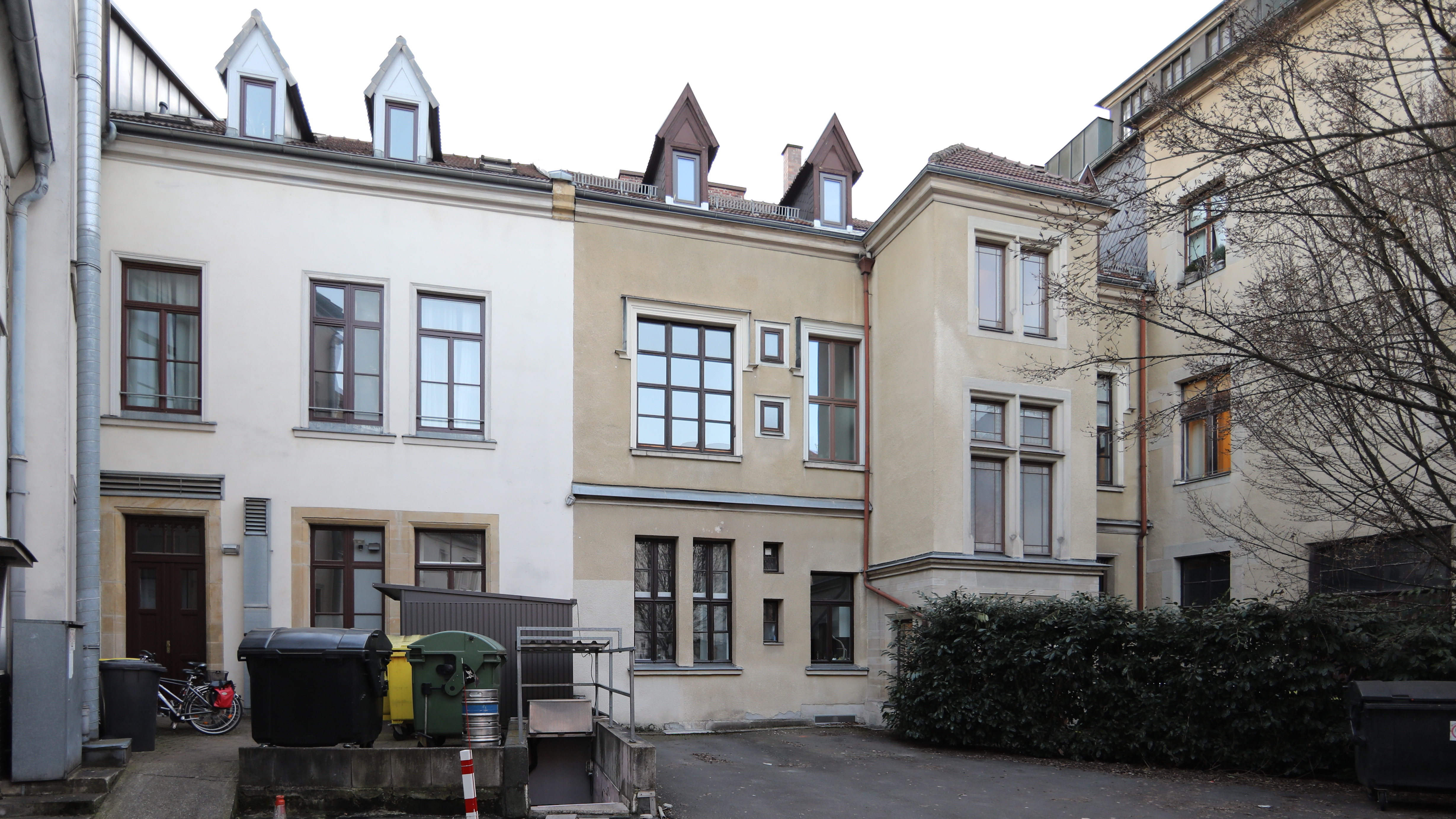
Ostfassade, links Ernstplatz 1, rechts Ernstplatz 2

Das Wohn- und Geschäftshaus Ernstplatz 2 steht in der oberfränkischen Stadt Coburg westlich des Marktplatzes. Es gehört zu einem Gebäudeensemble, das aus drei aneinandergebauten Einzelhäusern besteht und 1865/1866 vom belgischen Architekten Adolf Schuster im neugotischen Stil errichtet wurde. Das denkmalgeschützte Haus befindet sich in der Mitte des Ensembles.

## Geschichte
Wohl um oder nach 1200 entstand die mittelalterliche Stadtbefestigung Coburgs. In den Jahren 1781/1782 wurde am heutigen Ernstplatz die innere Wehrmauer teilweise abgebrochen und ab 1798, zur Schaffung einer Grünanlage, der Stadtgraben trockengelegt und verfüllt. Der an der Stadtmauer gelegene Vorgängerbau diente bis 1859 als städtisches Brauhaus.
Im Jahr 1866 erwarb der belgische Architekt Adolf Schuster das Anwesen und ließ es nach dem Abbruch des Bestandes im selben Jahr als Spekulationsobjekt nach Zeichnungen des Maurermeisters Paul Gerlicher mit einem repräsentativen Mietswohnhaus bebauen. Im Jahr 1898 wurde das Sonneberger Generalkonsulat der Vereinigten Staaten von Amerika nach Coburg verlegt. Von 1908 bis 1914 hatte es seinen Sitz in Räumen des Hauses. Eine Instandsetzung der Fassade und des Daches wurde in den Jahren 1984 bis 1986 durchgeführt.

## Baubeschreibung
Das mittlere Haus des in neugotischen Formen gestalteten Ensembles entstand unter Einbeziehung mittelalterlicher Wehrmauerreste im Verlauf der Stadtmauer. Das traufständige Gebäude ist ein Sandsteinquaderbau mit einem Sockelgeschoss, das den Höhenunterschied außer- und innerhalb der ehemaligen Stadtmauer ausgleicht, zwei Obergeschossen und einem ausgebauten Satteldach über einem Traufgesims mit einem Kassettenfries.
Die fünfachsige Straßenfassade prägt ein mittiger, einachsiger Treppengiebelrisalit, der im Erdgeschoss mit einer aufwändigen Vorhalle und im zweiten Obergeschoss mit einem Balkon versehen ist. Das Hauptportal verzieren zwei Säulen und darüber ein Kielbogen sowie eine Maßwerksbrüstung. Flankiert wird der Risalit von Fensterpaaren, die im zweiten Obergeschoss eine Verdachung haben. Die vier Dachgauben sind ebenfalls mit Treppengiebeln geschmückt.

## Weitere Gebäude

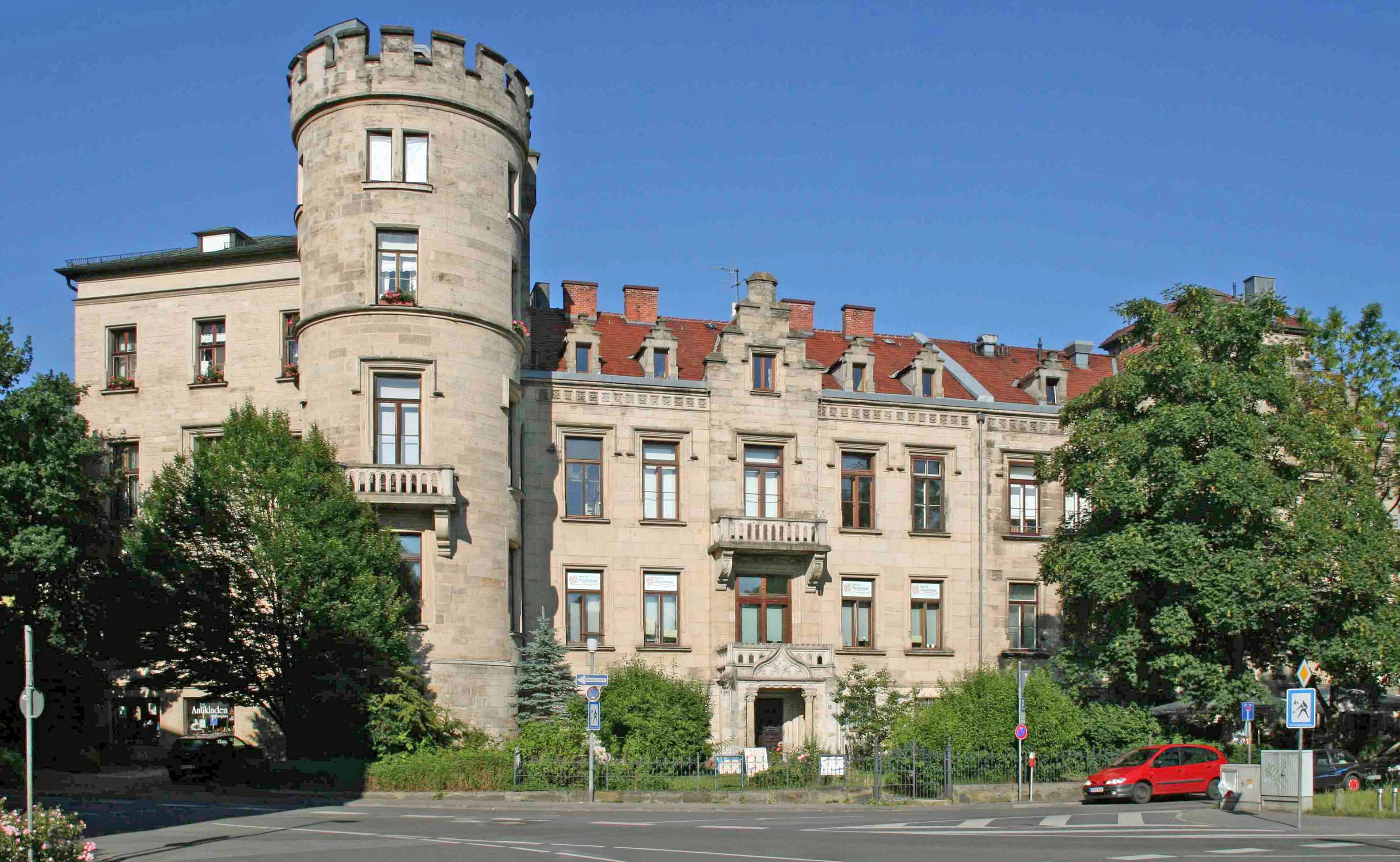
Von links: Ernstplatz 3, 2 und 1

Das Gebäude gehört zu einem Ensemble, bestehend aus Ernstplatz 1, Ernstplatz 2, Ernstplatz 3 und Metzgergasse 14, das der Architekt Adolf Schuster von 1865 bis 1872 errichten ließ.